# Phorcus
Phorcus is een geslacht van weekdieren uit de klasse van de Gastropoda (slakken).

## Soorten
- Phorcus articulatus (Lamarck, 1822)
- Phorcus atratus (Wood, 1828)
- Phorcus lineatus (da Costa, 1778)
- Phorcus mariae Templado & Rolán, 2012
- Phorcus mutabilis (Philippi, 1846)
- Phorcus punctulatus (Lamarck, 1822)
- Phorcus richardi (Payraudeau, 1826)
- Phorcus sauciatus (Koch, 1845)
- Phorcus turbinatus (Born, 1778)